# 위성 목록
태양계의 행성과 왜행성들을 도는, 공식적으로 인정된 위성들은 181개 이상이다. 이 위성들 중 19개는 정역학적 평형을 달성할 만큼 크고, 따라서 만약 이 위성들이 행성이 아니라 태양의 궤도에 있었다면 행성이나 왜행성으로 인정되었을 것이다.
위성은 위성의 궤도에 따라 2가지로 분류된다: 규칙 위성은 순행 운동(모행성의 자전 방향으로 공전)을 하며, 모행성의 적도 부근을 돈다. 불규칙 위성은 순행 운동이나 역행 운동을 하며, 종종 모행성의 적도와 비교했을 때 극단적으로 기울어진 궤도를 돈다. 불규칙 위성은 우주에 떠다니던 암석을 행성이 잡아서 궤도를 돌게 한 것으로 생각된다. 대부분의 불규칙 위성은 지름이 10 km 이하이다.
지구의 달이 아닌 위성의 공식적인 최초의 발견은 1610년 갈릴레오 갈릴레이가 목성의 네 개의 위성인 갈릴레이 위성을 발견한 것이다. 다음 3세기 동안은 그저 몇 개의 위성들만 발견되었다. 1970년 다른 행성에 대한 탐사, 특히 보이저 1호와 보이저 2호에 의해서, 갑자기 관찰된 위성의 수가 증가하였고, 2000년대 들어 광학 망원경의 관찰로 인해 불규칙 위성과 같은 많은 위성들을 발견하였다.

## 주요 위성

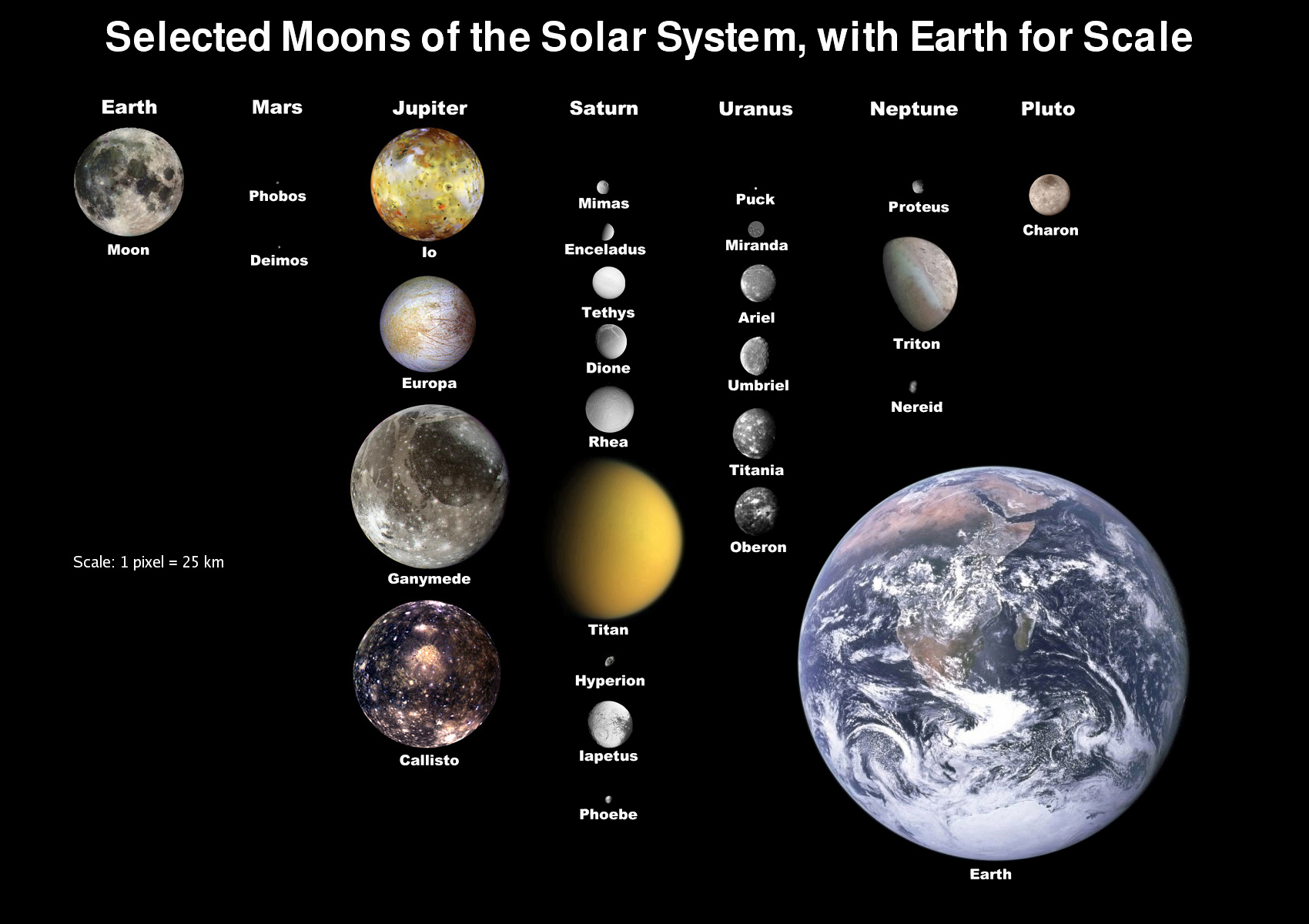
지구와 나와 있는 위성들 중 9개의 위성들은 둥글 정도로 크고, 타이탄은 대기권이 존재한다.

매년 발견된 위성의 수

수성은 발견된 위성이 없다. 만약 있더라도 지름이 1.6km 이하일 것이다. 1974년의 한 순간, 수성은 위성이 있다고 여겨졌다.
금성은 위성이 없지만, 17세기 동안 '금성의 위성 관찰 보고서' 가 존재했다. 있다면 금성의 대기 안에 존재할 것이다.
지구는 달이라는 위성이 있고, 달은 태양계에서 암석 행성의 위성으로는 제일 크다. 또한 달은 모행성 대비 위성의 크기가 태양계에서 가장 큰 위성이기도 하다(명왕성-카론계를 제외하면). 그리고, 지구는 적어도 2개의 궤도 공유 천체를 가지고 있다: 소행성 3753 크뤼트네와 2002 AA29가 있다; 그러나 이 소행성들은 지구의 궤도에 진입하지 않았기 때문에 위성으로 간주되지 않는다(지구의 다른 위성과 준위성을 참조.).
화성은 포보스와 데이모스 ("두려움"과 "공포"라는 뜻으로, 그리스 로마 신화에서 아레스와 아프로디테의 두 아들들)라는 두 개의 알려진 위성이 있다. 다른 위성의 존재에 대한 탐색은 실패했으며, 만약 존재한다면 그 위성은 90m의 지름을 가지고 있을 것이다.
목성은 궤도가 확인된 67개의 위성을 가지고 있다. 여덞 개의 주요 위성은 갈릴레이 위성과 훨씬 작은 크기의 아말테아 군으로 나뉜다. 이 위성들의 이름은 그리스 신화에서 제우스의 연인들 이름을 따서 짓는다. 59개의 불규칙 위성은 두 가지의 부류, 즉 순행 위성과 역행 위성으로 나뉜다. 순행 위성은 다시 히말리아 군과 두 개의 다른 군으로 나뉜다. 역행 위성은 다시 카르메 군, 아난케 군, 파시파에 군과 고립된 위성들로 나뉜다.
토성은 궤도가 확인된 62개의 위성을 가지고 있고, 53개는 이름을 가지고 있지만, 대부분이 매우 작다. 타이탄을 포함한 일곱 개의 위성이 정역학적 평형을 이루고 있고, 타이탄은 태양계에서 두 번째로 큰 위성이다. 토성의 위성들 중 24개는 전통적으로 티탄과 사투르누스 신화에 관련된 인물의 이름을 따서 짓는다. 서른 여덞 개의 위성이 작고 불규칙하며, 궤도의 특성에 따라 이뉴잇 군, 노스 군, 갈릭 군으로 구분한다. 토성의 고리는 1cm에서 수백 미터에 달하는 물체들로 이루어져 있으며, 이들 각각은 행성 주위를 도는 궤도를 갖고 있다. 토성의 고리를 형성하는 수많은 물체와 위성 사이의 명확한 구분이 없기 때문에 토성의 위성 수는 정확하게 밝혀지지 않을지도 모른다. 고리에서 발견된 소형 위성(소천체)의 수는 약 150개이며, 이것들은 주변 고리에 미치는 영향을 추적해 발견되었다. 하지만 이는 전체 수보다 매우 적은 수라고 생각된다. 참고로, 토성의 위성 중에는 양치기 위성이란 것도 있는데, 그 위성들은 토성의 고리가 제자리에 있을 수 있도록 잡아 주거나 고리 간 틈새를 깨끗하게 청소해 준다. 대표적인 양치기 위성의 예로는 미마스가 있는데, 토성 고리의 카시니 간극은 미마스와의 궤도 공명에 의한 것이다. 카시니 간극에 존재했던 얼음 덩어리들은 미마스와 2:1 궤도 공명을 일으켜 밖으로 튕겨 나가거나 토성과 충돌하게 되고 결과적으로 카시니 간극은 미마스에 의해 계속 청소되어 깨끗이 유지된다.
천왕성은 이름이 붙은 27개의 위성을 가지고 있고, 다섯 개는 정역학적 평형을 달성할 만큼 크다. 13개의 위성이 고리 안을 돌고 있고, 다른 위성들은 모두 불규칙 위성이다. 다른 행성들과 다르게, 천왕성의 모든 위성들은 윌리엄 셰익스피어의 작품과 알렉산더 포프의 머리카락을 훔친 자에 나오는 주인공 이름을 따서 지어졌다.
해왕성은 이름이 붙은 14개의 위성이 있다; 트리톤은 가장 크고, 해왕성을 도는 위성 전체 질량의 99.5%를 차지한다. 트리톤은 정역학적 평형을 달성할 만큼 크지만, 비정상적으로 큰 것과 역행 궤도를 가지고 있는 것으로 봐서, 나중에 포획된 것으로 생각된다. 해왕성은 또한 6개의 내부 위성과 6개의 불규칙위성을 가지고 있다.
명왕성은 5개의 위성이 있다. 가장 큰 위성인 카론은 스틱스 강의 뱃사공의 이름을 따서 지어졌고, 명왕성의 절반 크기를 가지고 있어 공전 중심축이 명왕성의 바깥에 있다. 두 천체의 공전은 연성계를 형성하고, 이중 왜행성으로 불리기도 한다. 명왕성의 다른 네 개의 위성은 닉스, 히드라, 케르베로스와 스틱스는 매우 작고, 명왕성-카론 연성계를 돈다.
왜행성 중 세레스는 알려진 위성이 없다. 만약 1km 이하의 위성이 세레스와 반사율이 같다고 가정하면, 위성이 있을 가능성은 90%이다. 하우메아는 히이아카와 나마카라는 위성을 가지고 있고, 반경은 각각 85km에서 160km 정도이다. 마케마케는 S/2015 (136472) 1라는 위성 하나가 발견되었다. 에리스는 디스노미아라는 한 개의 위성이 있고, 추정되는 반경은 342 km이다.
2009년 9월, 190개의 소행성의 위성과 63개의 해왕성 바깥 천체의 위성들이 발견되었다.

## 목록
이 목록은 태양계의 행성과 왜행성의 공식적으로 인정된 위성들의 목록이다. 자신의 중력에 의해 정역학적 평형 상태인 19개의 위성은 굵게 표시된다. 또한, 알려진 왜행성들보다 더 큰 위성들은 굵고 기울어지게 표시된다. 또한, 이 표에 나타나 있는 질량과 공전 주기는 모행성과의 거리로 계산했기 때문에 궤도 긴반지름과 다르다.
| 지구의 위성 | 토성의 위성   |                                | 명왕성의 위성 |
| 화성의 위성 | 천왕성의 위성 | 하우메아의 위성마케마케의 위성 |               |
| 목성의 위성 | 해왕성의 위성 | 에리스의 위성                  |               |

| 사진                      | 로마자 표기 | 이름         | 평균 반경 (km) | 궤도 긴반지름 (km) | 공전 주기 (일) (r = 역행) | 발견된 년도 | 발견자                                                     | 참고                            | 주석                        | 모행성   |
| ------------------------- | ----------- | ------------ | -------------- | ------------------ | ------------------------- | ----------- | ---------------------------------------------------------- | ------------------------------- | --------------------------- | -------- |
|                           | I           | 달           | 1738           | 384,399            | 27.321582                 | 선사 시대   | —                                                          | 조석 고정                       | [ 9 ]                       | 지구     |
|                           | I           | 포보스       | 11.2667        | 9,380              | 0.319                     | 1877        | 아사프 홀                                                  |                                 | [ 10 ] [ 11 ] [ 12 ]        | 화성     |
|                           | II          | 데이모스     | 6.2            | 23,460             | 1.262                     | 1877        | 아사프 홀                                                  |                                 | [ 10 ] [ 11 ] [ 12 ]        | 화성     |
|                           | I           | 이오         | 1821.6         | 421,800            | 1.769                     | 1610        | 갈릴레오 갈릴레이                                          | 주요 위성 (갈릴레이 위성)       | [ 12 ] [ 13 ]               | 목성     |
|                           | II          | 유로파       | 1560.8         | 671,100            | 3.551                     | 1610        | 갈릴레오 갈릴레이                                          | 주요 위성 (갈릴레이 위성)       | [ 12 ] [ 13 ]               | 목성     |
|                           | III         | 가니메데     | 2634.1         | 1,070,400          | 7.155                     | 1610        | 갈릴레오 갈릴레이                                          | 주요 위성 (갈릴레이 위성)       | [ 12 ] [ 13 ]               | 목성     |
|                           | IV          | 칼리스토     | 2410.3         | 1,882,700          | 16.69                     | 1610        | 갈릴레오 갈릴레이                                          | 주요 위성 (갈릴레이 위성)       | [ 12 ] [ 13 ]               | 목성     |
|                           | V           | 아말테아     | 83.5           | 181,400            | 0.498                     | 1892        | 에드워드 에머슨 바너드                                     | 내부 위성 (아말테아 군)         | [ 11 ] [ 12 ] [ 14 ]        | 목성     |
|                           | VI          | 히말리아     | 69.8           | 11,461,000         | 250.56                    | 1904        | 찰스 딜런 페린                                             | 순행 불규칙 위성 (히말리아 군)  | [ 11 ] [ 12 ] [ 15 ]        | 목성     |
|                           | VII         | 엘라라       | 43             | 11,741,000         | 259.64                    | 1905        | 찰스 딜런 페린                                             | 순행 불규칙 위성 (히말리아 군)  | [ 11 ] [ 12 ] [ 16 ]        | 목성     |
|                           | VIII        | 파시파에     | 30             | 23,624,000         | 743.63 (r)                | 1908        | 필리버트 자크 멜로테                                       | 역행 불규칙 위성 (파시파에 군)  | [ 11 ] [ 12 ] [ 17 ]        | 목성     |
|                           | IX          | 시노페       | 19             | 23,939,000         | 758.90 (r)                | 1914        | 세스 반스 니콜슨                                           | 역행 불규칙 위성 (파시파에 군)  | [ 11 ] [ 12 ] [ 18 ]        | 목성     |
|                           | X           | 리시테아     | 18             | 11,717,000         | 259.20                    | 1938        | 세스 반스 니콜슨                                           | 순행 불규칙 위성 (히말리아 군)  | [ 11 ] [ 12 ] [ 19 ]        | 목성     |
|                           | XI          | 카르메       | 23             | 23,404,000         | 734.17 (r)                | 1938        | 세스 반스 니콜슨                                           | 역행 불규칙 위성 (카르메 군)    | [ 11 ] [ 12 ] [ 19 ]        | 목성     |
|                           | XII         | 아난케       | 14             | 21,276,000         | 629.77 (r)                | 1951        | 세스 반스 니콜슨                                           | 역행 불규칙 위성 (아난케 군)    | [ 11 ] [ 12 ] [ 20 ]        | 목성     |
|                           | XIII        | 레다         | 10             | 11,165,000         | 240.92                    | 1974        | 코왈                                                       | 순행 불규칙 위성 (히말리아 군)  | [ 11 ] [ 12 ] [ 21 ]        | 목성     |
|                           | XIV         | 테베         | 49.3           | 221,900            | 0.675                     | 1979        | 스티븐 P. 시넛 (보이저 1호)                                | 내부 위성 (아말테아 군)         | [ 11 ] [ 12 ] [ 22 ]        | 목성     |
|                           | XV          | 아드라스테아 | 8.2            | 129,000            | 0.298                     | 1979        | 주이트, 대니얼슨 (보이저 1호)                              | 내부 위성 (아말테아 군)         | [ 11 ] [ 12 ] [ 23 ]        | 목성     |
|                           | XVI         | 메티스       | 21.5           | 128,000            | 0.295                     | 1979        | 스티븐 P. 시넛 (보이저 1호)                                | 내부 위성 (아말테아 군)         | [ 11 ] [ 12 ] [ 24 ]        | 목성     |
|                           | XVII        | 칼리로에     | 4.3            | 24,103,000         | 758.77 (r)                | 2000        | Scotti, Spahr, McMillan, Larsen, Montani, Gleason, Gehrels | 역행 불규칙 위성 (파시파에 군)  | [ 11 ] [ 12 ] [ 25 ]        | 목성     |
|                           | XVIII       | 테미스토     | 4.0            | 7,284,000          | 130.02                    | 1975/2000   | 코왈, 로머 (최초) 스콧 S. 셰파드 외 (재발견)               | 순행 불규칙 위성 (테미스토 군)  | [ 11 ] [ 12 ] [ 26 ] [ 27 ] | 목성     |
|                           | XIX         | 메가클리테   | 2.7            | 23,493,000         | 752.86 (r)                | 2000        | 스콧 S. 셰파드 외                                          | 역행 불규칙 위성 (파시파에 군)  | [ 11 ] [ 12 ] [ 28 ]        | 목성     |
|                           | XX          | 타이게테     | 2.5            | 23,280,000         | 732.41 (r)                | 2000        | 스콧 S. 셰파드 외                                          | 역행 불규칙 위성 (카르메 군)    | [ 11 ] [ 12 ] [ 28 ]        | 목성     |
|                           | XXI         | 칼데네       | 1.9            | 23,100,000         | 723.72 (r)                | 2000        | 스콧 S. 셰파드 외                                          | 역행 불규칙 위성 (카르메 군)    | [ 11 ] [ 12 ] [ 28 ]        | 목성     |
|                           | XXII        | 하르팔리케   | 2.2            | 20,858,000         | 623.32 (r)                | 2000        | 스콧 S. 셰파드 외                                          | 역행 불규칙 위성 (아난케 군)    | [ 11 ] [ 12 ] [ 28 ]        | 목성     |
|                           | XXIII       | 칼리케       | 2.6            | 23,483,000         | 742.06 (r)                | 2000        | 스콧 S. 셰파드 외                                          | 역행 불규칙 위성 (카르메 군)    | [ 11 ] [ 12 ] [ 28 ]        | 목성     |
|                           | XXIV        | 이오카스테   | 2.6            | 21,060,000         | 631.60 (r)                | 2000        | 스콧 S. 셰파드 외                                          | 역행 불규칙 위성 (아난케 군)    | [ 11 ] [ 12 ] [ 28 ]        | 목성     |
|                           | XXV         | 에리노메     | 1.6            | 23,196,000         | 728.46 (r)                | 2000        | 스콧 S. 셰파드 외                                          | 역행 불규칙 위성 (카르메 군)    | [ 11 ] [ 12 ] [ 28 ]        | 목성     |
|                           | XXVI        | 이소노에     | 1.9            | 23,155,000         | 726.23 (r)                | 2000        | 스콧 S. 셰파드 외                                          | 역행 불규칙 위성 (카르메 군)    | [ 11 ] [ 12 ] [ 28 ]        | 목성     |
|                           | XXVII       | 프락시디케   | 3.5            | 20,908,000         | 625.39 (r)                | 2000        | 스콧 S. 셰파드 외                                          | 역행 불규칙 위성 (아난케 군)    | [ 11 ] [ 12 ] [ 28 ]        | 목성     |
|                           | XXVIII      | 아우토노에   | 2.0            | 24,046,000         | 760.95 (r)                | 2001        | 스콧 S. 셰파드 외                                          | 역행 불규칙 위성 (파시파에 군)  | [ 11 ] [ 12 ] [ 29 ]        | 목성     |
|                           | XXIX        | 티오네       | 2.0            | 20,939,000         | 627.21 (r)                | 2001        | 스콧 S. 셰파드 외                                          | 역행 불규칙 위성 (아난케 군)    | [ 11 ] [ 12 ] [ 29 ]        | 목성     |
|                           | XXX         | 헤르미페     | 2.0            | 21,131,000         | 633.9 (r)                 | 2001        | 스콧 S. 셰파드 외                                          | 역행 불규칙 위성 (아난케 군?)   | [ 11 ] [ 12 ] [ 29 ]        | 목성     |
|                           | XXXI        | 아이트네     | 1.5            | 23,229,000         | 730.18 (r)                | 2001        | 스콧 S. 셰파드 외                                          | 역행 불규칙 위성 (카르메 군)    | [ 11 ] [ 12 ] [ 29 ]        | 목성     |
|                           | XXXII       | 유리도메     | 1.5            | 22,865,000         | 717.33 (r)                | 2001        | 스콧 S. 셰파드 외                                          | 역행 불규칙 위성 (파시파에 군)  | [ 11 ] [ 12 ] [ 29 ]        | 목성     |
|                           | XXXIII      | 유안테       | 1.5            | 20,797,000         | 620.49 (r)                | 2001        | 스콧 S. 셰파드 외                                          | 역행 불규칙 위성 (아난케 군)    | [ 11 ] [ 12 ] [ 29 ]        | 목성     |
|                           | XXXIV       | 유포리에     | 1.0            | 19,304,000         | 550.74 (r)                | 2001        | 스콧 S. 셰파드 외                                          | 역행 불규칙 위성 (아난케 군)    | [ 11 ] [ 12 ] [ 29 ]        | 목성     |
|                           | XXXV        | 오르토시에   | 1.0            | 20,720,000         | 622.56 (r)                | 2001        | 스콧 S. 셰파드 외                                          | 역행 불규칙 위성 (아난케 군)    | [ 11 ] [ 12 ] [ 29 ]        | 목성     |
|                           | XXXVI       | 스폰데       | 1.0            | 23,487,000         | 748.34 (r)                | 2001        | 스콧 S. 셰파드 외                                          | 역행 불규칙 위성 (파시파에 군)  | [ 11 ] [ 12 ] [ 29 ]        | 목성     |
|                           | XXXVII      | 칼레         | 1.0            | 23,217,000         | 729.47 (r)                | 2001        | 스콧 S. 셰파드 외                                          | 역행 불규칙 위성 (카르메 군)    | [ 11 ] [ 12 ] [ 29 ]        | 목성     |
|                           | XXXVIII     | 파시티       | 1.0            | 23,004,000         | 719.44 (r)                | 2001        | 스콧 S. 셰파드 외                                          | 역행 불규칙 위성 (카르메 군)    | [ 11 ] [ 12 ] [ 29 ]        | 목성     |
|                           | XXXIX       | 헤게모네     | 1.5            | 23,577,000         | 739.88 (r)                | 2003        | 스콧 S. 셰파드 외                                          | 역행 불규칙 위성 (파시파에 군)  | [ 11 ] [ 12 ]               | 목성     |
|                           | XL          | 므네메       | 1.0            | 21,035,000         | 620.04 (r)                | 2003        | 브레트 J. 글라드맨 외                                      | 역행 불규칙 위성 (아난케 군)    | [ 11 ] [ 12 ]               | 목성     |
|                           | XLI         | 아오에데     | 2.0            | 23,980,000         | 761.50 (r)                | 2003        | 스콧 S. 셰파드 외                                          | 역행 불규칙 위성 (파시파에 군)  | [ 11 ] [ 12 ]               | 목성     |
|                           | XLII        | 텔크시노에   | 1.0            | 21,164,000         | 628.09 (r)                | 2003        | 스콧 S. 셰파드 외                                          | 역행 불규칙 위성 (아난케 군)    | [ 11 ] [ 12 ]               | 목성     |
|                           | XLIII       | 아르케       | 1.5            | 23,355,000         | 731.95 (r)                | 2002        | 스콧 S. 셰파드 외                                          | 역행 불규칙 위성 (카르메 군)    | [ 11 ] [ 12 ] [ 29 ]        | 목성     |
|                           | XLIV        | 칼리코레     | 1.0            | 23,288,000         | 728.73 (r)                | 2003        | 스콧 S. 셰파드 외                                          | 역행 불규칙 위성 (카르메 군)    | [ 11 ] [ 12 ]               | 목성     |
|                           | XLV         | 헬리케       | 2.0            | 21,069,000         | 626.32 (r)                | 2003        | 스콧 S. 셰파드 외                                          | 역행 불규칙 위성 (아난케 군)    | [ 11 ] [ 12 ]               | 목성     |
|                           | XLVI        | 카르포       | 1.5            | 17,058,000         | 456.30                    | 2003        | 스콧 S. 셰파드 외                                          | 순행 불규칙 위성 (카르포 군)    | [ 11 ] [ 12 ]               | 목성     |
|                           | XLVII       | 유켈라데     | 2.0            | 23,328,000         | 730.47 (r)                | 2003        | 스콧 S. 셰파드 외                                          | 역행 불규칙 위성 (카르메 군)    | [ 11 ] [ 12 ]               | 목성     |
|                           | XLVIII      | 킬레네       | 1.0            | 23,809,000         | 752 (r)                   | 2003        | 스콧 S. 셰파드 외                                          | 역행 불규칙 위성 (파시파에 군)  | [ 11 ] [ 12 ]               | 목성     |
|                           | XLIX        | 코레         | 1.0            | 24,543,000         | 779.17 (r)                | 2003        | 스콧 S. 셰파드 외                                          | 역행 불규칙 위성 (파시파에 군)  | [ 11 ] [ 12 ]               | 목성     |
|                           | L           | 헤르세       | 1.0            | 22,983,000         | 714.51 (r)                | 2003        | 스콧 S. 셰파드 외                                          | 역행 불규칙 위성 (카르메 군)    | [ 11 ] [ 12 ]               | 목성     |
|                           | LIII        | 디아         | 2.0            | 12,570,000         | 287.93                    | 2001        | 스콧 S. 셰파드 외                                          | 순행 불규칙 위성 (히말리아 군)  | [ 30 ]                      | 목성     |
|                           | —           | S/2003 J 2   | 1.0            | 28,455,000         | 981.55 (r)                | 2003        | 스콧 S. 셰파드 외                                          | 역행 불규칙 위성                | [ 11 ] [ 12 ]               | 목성     |
|                           | LX          | 유페메       | 1.0            | 20,224,000         | 583.88 (r)                | 2003        | 스콧 S. 셰파드 외                                          | 역행 불규칙 위성 (아난케 군)    | [ 11 ] [ 12 ]               | 목성     |
|                           | —           | S/2003 J 4   | 1.0            | 23,933,000         | 755.26 (r)                | 2003        | 스콧 S. 셰파드 외                                          | 역행 불규칙 위성 (파시파에 군)  | [ 11 ] [ 12 ]               | 목성     |
|                           | LVII        | 에이레네     | 2.0            | 23,498,000         | 738.74 (r)                | 2003        | 스콧 S. 셰파드 외                                          | 역행 불규칙 위성 (카르메 군)    | [ 11 ] [ 12 ]               | 목성     |
|                           | —           | S/2003 J 9   | 0.5            | 23,388,000         | 733.30 (r)                | 2003        | 스콧 S. 셰파드 외                                          | 역행 불규칙 위성 (카르메 군)    | [ 11 ] [ 12 ]               | 목성     |
|                           | —           | S/2003 J 10  | 1.0            | 23,044,000         | 716.25 (r)                | 2003        | 스콧 S. 셰파드 외                                          | 역행 불규칙 위성 (파시파에 군?) | [ 11 ] [ 12 ]               | 목성     |
|                           | —           | S/2003 J 12  | 0.5            | 17,833,000         | 489.72 (r)                | 2003        | 스콧 S. 셰파드 외                                          | 역행 불규칙 위성 (아난케 군)    | [ 11 ] [ 12 ]               | 목성     |
|                           | LVIII       | 필로프로시네 | 1.0            | 22,630,000         | 689.77 (r)                | 2003        | 스콧 S. 셰파드 외                                          | 역행 불규칙 위성 (아난케 군)    | [ 11 ] [ 12 ]               | 목성     |
|                           | —           | S/2003 J 16  | 1.0            | 20,956,000         | 616.33 (r)                | 2003        | 브레트 J. 글라드맨, 스콧 S. 셰파드 외                      | 역행 불규칙 위성 (아난케 군)    | [ 11 ] [ 12 ]               | 목성     |
|                           | —           | S/2003 J 18  | 1.0            | 20,426,000         | 596.58 (r)                | 2003        | 브레트 J. 글라드맨, 스콧 S. 셰파드 외                      | 역행 불규칙 위성 (아난케 군)    | [ 11 ] [ 12 ]               | 목성     |
|                           | —           | S/2003 J 19  | 1.0            | 23,535,000         | 740.43 (r)                | 2003        | 브레트 J. 글라드맨, 스콧 S. 셰파드 외                      | 역행 불규칙 위성 (카르메 군)    | [ 11 ] [ 12 ]               | 목성     |
|                           | —           | S/2003 J 23  | 1.0            | 23,566,000         | 732.45 (r)                | 2004        | 스콧 S. 셰파드 외                                          | 역행 불규칙 위성 (파시파에 군)  | [ 11 ] [ 12 ]               | 목성     |
|                           | —           | S/2010 J 1   | 1.0            | 23,314,335         | 723.2 (r)                 | 2010        | 로버트 A. 제이콥슨 외                                      | 역행 불규칙 위성 (파시파에 군?) | [ 30 ]                      | 목성     |
|                           | —           | S/2010 J 2   | 0.5            | 20,307,150         | 588.1 (r)                 | 2010        | 크리스티안 벨리엣                                          | 역행 불규칙 위성 (아난케 군?)   | [ 30 ]                      | 목성     |
|                           | —           | S/2011 J 1   | 0.5            | 20,155,290         | 580.7 (r)                 | 2011        | 스콧 S. 셰파드                                             | 역행 불규칙 위성                | [ 30 ]                      | 목성     |
|                           | —           | S/2011 J 2   | 0.5            | 23,329,710         | 726.8 (r)                 | 2011        | 스콧 S. 셰파드                                             | 역행 불규칙 위성 (파시파에 군?) | [ 30 ]                      | 목성     |
|                           | I           | 미마스       | 198.2          | 185,540            | 0.942                     | 1789        | 윌리엄 허셜                                                | 주요 위성                       | [ 11 ] [ 12 ]               | 토성     |
|                           | II          | 엔셀라두스   | 252.1          | 238,040            | 1.370                     | 1789        | 윌리엄 허셜                                                | 주요 위성                       | [ 11 ] [ 12 ]               | 토성     |
|                           | III         | 테티스       | 531.1          | 294,670            | 1.888                     | 1684        | 조반니 도메니코 카시니                                     | 주요 위성 (루이의 별들)         | [ 11 ] [ 12 ]               | 토성     |
|                           | IV          | 디오네       | 561.4          | 377,420            | 2.737                     | 1684        | 조반니 도메니코 카시니                                     | 주요 위성 (루이의 별들)         | [ 11 ] [ 12 ]               | 토성     |
|                           | V           | 레아         | 763.8          | 527,070            | 4.518                     | 1672        | 조반니 도메니코 카시니                                     | 주요 위성 (루이의 별들)         | [ 11 ] [ 12 ]               | 토성     |
|                           | VI          | 타이탄       | 2576           | 1,221,870          | 15.95                     | 1655        | 크리스티안 하위헌스                                        | 주요 위성                       | [ 11 ] [ 12 ]               | 토성     |
|                           | VII         | 히페리온     | 135            | 1,500,880          | 21.28                     | 1848        | W.Bond, 조지 필립스 본드, 윌리엄 라셀                      | 주요 위성                       | [ 11 ] [ 12 ]               | 토성     |
|                           | VIII        | 이아페투스   | 736            | 3,560,840          | 79.33                     | 1671        | 조반니 도메니코 카시니                                     | 주요 위성 (루이의 별들)         | [ 11 ] [ 12 ]               | 토성     |
|                           | IX          | 포에베       | 106.5          | 12,947,780         | 550.31 (r)                | 1899        | Pickering                                                  | 역행 불규칙 위성 (노스 군)      | [ 11 ] [ 12 ]               | 토성     |
|                           | X           | 야누스       | 89.5           | 151,460            | 0.695                     | 1966        | Dollfus; 보이저 1호                                        | 내부 위성 (공공전 궤도)         | [ 11 ] [ 12 ]               | 토성     |
|                           | XI          | 에피메테우스 | 58.1           | 151,410            | 0.694                     | 1980        | Walker; 보이저 1호                                         | 내부 위성 (공공전 궤도)         | [ 11 ] [ 12 ]               | 토성     |
|                           | XII         | 헬레네       | 17.6           | 377,420            | 2.737                     | 1980        | Laques, Lecacheux                                          | 주요 트로이언 위성              | [ 11 ] [ 12 ]               | 토성     |
|                           | XIII        | 텔레스토     | 12.4           | 294,710            | 1.888                     | 1980        | Smith, Reitsema, Larson, Fountain (보이저 1호)             | 주요 트로이언 위성              | [ 11 ] [ 12 ]               | 토성     |
|                           | XIV         | 칼립소       | 10.7           | 294,710            | 1.888                     | 1980        | Pascu, Seidelmann, Baum, Currie                            | 주요 트로이언 위성              | [ 11 ] [ 12 ]               | 토성     |
|                           | XV          | 아틀라스     | 15.1           | 137,670            | 0.602                     | 1980        | Terrile (보이저 1호)                                       | 내부 위성 (양치기 위성)         | [ 11 ] [ 12 ]               | 토성     |
|                           | XVI         | 프로메테우스 | 43.1           | 139,380            | 0.613                     | 1980        | 콜린스 (보이저 1호)                                        | 내부 위성 (양치기 위성)         | [ 11 ] [ 12 ]               | 토성     |
|                           | XVII        | 판도라       | 40.7           | 141,720            | 0.629                     | 1980        | 콜린스 (보이저 1호)                                        | 내부 위성 (양치기 위성)         | [ 11 ] [ 12 ]               | 토성     |
|                           | XVIII       | 판           | 14.1           | 133,580            | 0.575                     | 1990        | 마크 쇼월터 (보이저 2호)                                   | 내부 위성 (양치기 위성)         | [ 11 ] [ 12 ]               | 토성     |
|                           | XIX         | 이미르       | 9              | 23,040,000         | 1,315.14 (r)              | 2000        | Gladman                                                    | 역행 불규칙 위성 (노스 군)      | [ 11 ] [ 12 ]               | 토성     |
|                           | XX          | 팔리아크     | 11             | 15,200,000         | 686.95                    | 2000        | Gladman                                                    | 순행 불규칙 위성 (이뉴잇 군)    | [ 11 ] [ 12 ]               | 토성     |
|                           | XXI         | 타르보스     | 7.5            | 17,983,000         | 926.23                    | 2000        | Gladman, Kavelaars                                         | 순행 불규칙 위성 (갈릭 군)      | [ 11 ] [ 12 ]               | 토성     |
|                           | XXII        | 이지라크     | 6              | 11,124,000         | 451.42                    | 2000        | Gladman, Kavelaars                                         | 순행 불규칙 위성 (이뉴잇 군)    | [ 11 ] [ 12 ]               | 토성     |
|                           | XXIII       | 수툰그르     | 3.5            | 19,459,000         | 1,016.67 (r)              | 2000        | Gladman, Kavelaars                                         | 역행 불규칙 위성 (노스 군)      | [ 11 ] [ 12 ]               | 토성     |
|                           | XXIV        | 키비우크     | 8              | 11,110,000         | 449.22                    | 2000        | Gladman                                                    | 순행 불규칙 위성 (이뉴잇 군)    | [ 11 ] [ 12 ]               | 토성     |
|                           | XXV         | 문딜파리     | 3.5            | 18,628,000         | 952.77 (r)                | 2000        | Gladman, Kavelaars                                         | 역행 불규칙 위성 (노스 군)      | [ 11 ] [ 12 ]               | 토성     |
|                           | XXVI        | 알비오릭스   | 16             | 16,182,000         | 783.45                    | 2000        | Holman, Spahr                                              | 순행 불규칙 위성 (갈릭 군)      | [ 11 ] [ 12 ]               | 토성     |
|                           | XXVII       | 스카티       | 4              | 15,540,000         | 728.20 (r)                | 2000        | Gladman, Kavelaars                                         | 역행 불규칙 위성 (노스 군)      | [ 11 ] [ 12 ]               | 토성     |
|                           | XXVIII      | 에리아푸스   | 5              | 17,343,000         | 871.19                    | 2000        | Gladman, Kavelaars                                         | 순행 불규칙 위성 (갈릭 군)      | [ 11 ] [ 12 ]               | 토성     |
|                           | XXIX        | 시아르나크   | 20             | 17,531,000         | 895.53                    | 2000        | Gladman, Kavelaars                                         | 순행 불규칙 위성 (이뉴잇 군)    | [ 11 ] [ 12 ]               | 토성     |
|                           | XXX         | 트리므르     | 3.5            | 20,314,000         | 1,094.11 (r)              | 2000        | Gladman, Kavelaars                                         | 역행 불규칙 위성 (노스 군)      | [ 11 ] [ 12 ]               | 토성     |
|                           | XXXI        | 나르비       | 3.5            | 19,007,000         | 1,003.86 (r)              | 2003        | 스콧 S. 셰파드, 주이트, Kleyna                             | 역행 불규칙 위성 (노스 군)      | [ 11 ] [ 12 ]               | 토성     |
|                           | XXXII       | 메토네       | 1.45           | 194,440            | 1.010                     | 2004        | Porco, Charnoz, Brahic, Dones (카시니-하위헌스)            | 알키노이드 군                   | [ 12 ]                      | 토성     |
|                           | XXXIII      | 팔레네       | 2.22           | 212,280            | 1.154                     | 2004        | Gordon, Murray, Beurle 등 (카시니-하위헌스)                | 알키노이드 군                   | [ 12 ]                      | 토성     |
|                           | XXXIV       | 폴리데우케스 | 1.3            | 377,200            | 2.737                     | 2004        | Porco 등 (카시니-하위헌스)                                 | 주요 트로이언 위성              | [ 12 ]                      | 토성     |
|                           | XXXV        | 다프니스     | 3.8            | 136,500            | 0.594                     | 2005        | Porco 등 (카시니-하위헌스)                                 | 내부 위성 (양치기 위성)         | [ 12 ]                      | 토성     |
|                           | XXXVI       | 아에기르     | 3              | 20,751,000         | 1,117.52 (r)              | 2004        | 스콧 S. 셰파드 외                                          | 역행 불규칙 위성 (노스 군)      | [ 11 ] [ 12 ]               | 토성     |
|                           | XXXVII      | 베비온       | 3              | 17,119,000         | 834.84                    | 2004        | 스콧 S. 셰파드 외                                          | 순행 불규칙 위성 (갈릭 군)      | [ 11 ] [ 12 ]               | 토성     |
|                           | XXXVIII     | 베르겔미르   | 3              | 19,336,000         | 1,005.74 (r)              | 2004        | 스콧 S. 셰파드 외                                          | 역행 불규칙 위성 (노스 군)      | [ 11 ] [ 12 ]               | 토성     |
|                           | XXXIX       | 베스틀라     | 3.5            | 20,192,000         | 1,088.72 (r)              | 2004        | 스콧 S. 셰파드 외                                          | 역행 불규칙 위성 (노스 군)      | [ 11 ] [ 12 ]               | 토성     |
|                           | XL          | 파르바우티   | 2.5            | 20,377,000         | 1,085.55 (r)              | 2004        | 스콧 S. 셰파드 외                                          | 역행 불규칙 위성 (노스 군)      | [ 11 ] [ 12 ]               | 토성     |
|                           | XLI         | 펜리르       | 2              | 22,454,000         | 1,260.35 (r)              | 2004        | 스콧 S. 셰파드 외                                          | 역행 불규칙 위성 (노스 군)      | [ 11 ] [ 12 ]               | 토성     |
|                           | XLII        | 포르뇨트     | 3              | 25,146,000         | 1,494.2 (r)               | 2004        | 스콧 S. 셰파드 외                                          | 역행 불규칙 위성 (노스 군)      | [ 11 ] [ 12 ]               | 토성     |
|                           | XLIII       | 하티         | 3              | 19,846,000         | 1,038.61 (r)              | 2004        | 스콧 S. 셰파드 외                                          | 역행 불규칙 위성 (노스 군)      | [ 11 ] [ 12 ]               | 토성     |
|                           | XLIV        | 히로킨       | 4              | 18,437,000         | 931.86 (r)                | 2006        | 스콧 S. 셰파드 외                                          | 역행 불규칙 위성 (노스 군)      | [ 12 ]                      | 토성     |
|                           | XLV         | 카리         | 3.5            | 22,089,000         | 1,230.97 (r)              | 2006        | 스콧 S. 셰파드 외                                          | 역행 불규칙 위성 (노스 군)      | [ 12 ]                      | 토성     |
|                           | XLVI        | 로게         | 3              | 23,058,000         | 1,311.36 (r)              | 2006        | 스콧 S. 셰파드 외                                          | 역행 불규칙 위성 (노스 군)      | [ 12 ]                      | 토성     |
|                           | XLVII       | 스콜         | 3              | 17,665,000         | 878.29 (r)                | 2006        | 스콧 S. 셰파드 외                                          | 역행 불규칙 위성 (노스 군)      | [ 12 ]                      | 토성     |
|                           | XLVIII      | 수르투르     | 3              | 22,704,000         | 1,297.36 (r)              | 2006        | 스콧 S. 셰파드 외                                          | 역행 불규칙 위성 (노스 군)      | [ 12 ]                      | 토성     |
|                           | XLIX        | 안테         | 0.9            | 197,700            | 1.0365                    | 2007        | Porco 등 (카시니-하위헌스)                                 | 알키노이드 군                   | [ 31 ]                      | 토성     |
|                           | L           | 야른삭사     | 3              | 18,811,000         | 964.74 (r)                | 2006        | 스콧 S. 셰파드 외                                          | 역행 불규칙 위성 (노스 군)      | [ 12 ]                      | 토성     |
|                           | LI          | 그레이프     | 3              | 18,206,000         | 921.19 (r)                | 2006        | 스콧 S. 셰파드 외                                          | 역행 불규칙 위성 (노스 군)      | [ 12 ]                      | 토성     |
|                           | LII         | 타르케크     | 3.5            | 18,009,000         | 887.48                    | 2007        | 스콧 S. 셰파드 외                                          | 순행 불규칙 위성 (이뉴잇 군)    | [ 12 ]                      | 토성     |
|                           | LIII        | 아에가에온   | 0.33           | 167,500            | 0.808                     | 2008        | 카시니-하위헌스 영상 과학팀                                | G 고리 소형 위성                | [ 32 ]                      | 토성     |
|                           | —           | S/2004 S 7   | 3              | 20,999,000         | 1,140.24 (r)              | 2004        | 스콧 S. 셰파드 외                                          | 역행 불규칙 위성 (노스 군)      | [ 11 ] [ 12 ]               | 토성     |
|                           | —           | S/2004 S 12  | 2.5            | 19,878,000         | 1,046.19 (r)              | 2004        | 스콧 S. 셰파드 외                                          | 역행 불규칙 위성 (노스 군)      | [ 11 ] [ 12 ]               | 토성     |
|                           | —           | S/2004 S 13  | 3              | 18,404,000         | 933.48 (r)                | 2004        | 스콧 S. 셰파드 외                                          | 역행 불규칙 위성 (노스 군)      | [ 11 ] [ 12 ]               | 토성     |
|                           | —           | S/2004 S 17  | 2              | 19,447,000         | 1,014.70 (r)              | 2004        | 스콧 S. 셰파드 외                                          | 역행 불규칙 위성 (노스 군)      | [ 11 ] [ 12 ]               | 토성     |
|                           | —           | S/2006 S 1   | 3              | 18,790,000         | 963.37 (r)                | 2006        | 스콧 S. 셰파드 외                                          | 역행 불규칙 위성 (노스 군)      | [ 12 ]                      | 토성     |
|                           | —           | S/2006 S 3   | 3              | 22,096,000         | 1,227.21 (r)              | 2006        | 스콧 S. 셰파드 외                                          | 역행 불규칙 위성 (노스 군)      | [ 12 ]                      | 토성     |
|                           | —           | S/2007 S 2   | 3              | 16,725,000         | 808.08 (r)                | 2007        | 스콧 S. 셰파드 외                                          | 역행 불규칙 위성 (노스 군)      | [ 12 ]                      | 토성     |
|                           | —           | S/2007 S 3   | 3              | 18,975,000         | 977.8 (r)                 | 2007        | 스콧 S. 셰파드 외                                          | 역행 불규칙 위성 (노스 군)      | [ 12 ]                      | 토성     |
|                           | —           | S/2009 S 1   | 0.15           | 117,000            | 0.471                     | 2009        | 카시니-하위헌스 영상 과학팀                                | B 고리 소형 위성                | [ 33 ]                      | 토성     |
|                           | I           | 아리엘       | 578.9          | 190,900            | 2.520                     | 1851        | 윌리엄 라셀                                                | 주요 위성                       | [ 11 ] [ 12 ]               | 천왕성   |
|                           | II          | 움브리엘     | 584.7          | 266,000            | 4.144                     | 1851        | 윌리엄 라셀                                                | 주요 위성                       | [ 11 ] [ 12 ]               | 천왕성   |
|                           | III         | 티타니아     | 788.4          | 436,300            | 8.706                     | 1787        | 윌리엄 허셜                                                | 주요 위성                       | [ 11 ] [ 12 ]               | 천왕성   |
|                           | IV          | 오베론       | 761.4          | 583,500            | 13.46                     | 1787        | 윌리엄 허셜                                                | 주요 위성                       | [ 11 ] [ 12 ]               | 천왕성   |
|                           | V           | 미란다       | 235.8          | 129,900            | 1.413                     | 1948        | 제러드 카이퍼                                              | 주요 위성                       | [ 11 ] [ 12 ]               | 천왕성   |
|                           | VI          | 코델리아     | 20.1           | 49,800             | 0.335                     | 1986        | Terrile (보이저 2호)                                       | 내부 위성 (양치기 위성)         | [ 11 ] [ 12 ]               | 천왕성   |
|                           | VII         | 오펠리아     | 21.4           | 53,800             | 0.376                     | 1986        | Terrile (보이저 2호)                                       | 내부 위성 (양치기 위성)         | [ 11 ] [ 12 ]               | 천왕성   |
|                           | VIII        | 비앙카       | 25.7           | 59,200             | 0.435                     | 1986        | Smith (보이저 2호)                                         | 내부 위성                       | [ 11 ] [ 12 ]               | 천왕성   |
|                           | IX          | 크레시다     | 39.8           | 61,800             | 0.464                     | 1986        | 스티븐 P. 시넛 (보이저 2호)                                | 내부 위성                       | [ 11 ] [ 12 ]               | 천왕성   |
|                           | X           | 데스데모나   | 32.0           | 62,700             | 0.474                     | 1986        | 스티븐 P. 시넛 (보이저 2호)                                | 내부 위성                       | [ 11 ] [ 12 ]               | 천왕성   |
|                           | XI          | 줄리엣       | 46.8           | 64,400             | 0.493                     | 1986        | 스티븐 P. 시넛 (보이저 2호)                                | 내부 위성                       | [ 11 ] [ 12 ]               | 천왕성   |
|                           | XII         | 포르티아     | 67.6           | 66,100             | 0.513                     | 1986        | 스티븐 P. 시넛 (보이저 2호)                                | 내부 위성                       | [ 11 ] [ 12 ]               | 천왕성   |
|                           | XIII        | 로살린드     | 36             | 69,900             | 0.558                     | 1986        | 스티븐 P. 시넛 (보이저 2호)                                | 내부 위성                       | [ 11 ] [ 12 ]               | 천왕성   |
|                           | XIV         | 벨린다       | 40.3           | 75,300             | 0.624                     | 1986        | 스티븐 P. 시넛 (보이저 2호)                                | 내부 위성                       | [ 11 ] [ 12 ]               | 천왕성   |
|                           | XV          | 퍽           | 81             | 86,000             | 0.762                     | 1985        | 스티븐 P. 시넛 (보이저 2호)                                | 내부 위성                       | [ 11 ] [ 12 ]               | 천왕성   |
|                           | XVI         | 칼리반       | 36.4           | 7,231,000          | 579.73 (r)                | 1997        | Gladman, Philip D. Nicholson, Burns, Kavelaars             | 역행 불규칙 위성                | [ 11 ] [ 12 ]               | 천왕성   |
|                           | XVII        | 시코락스     | 93             | 12,179,000         | 1,288.3 (r)               | 1997        | Gladman, Philip D. Nicholson, Burns, Kavelaars             | 역행 불규칙 위성                | [ 11 ] [ 12 ]               | 천왕성   |
|                           | XVIII       | 프로스페로   | 25             | 16,256,000         | 1,978.29 (r)              | 1999        | Gladman, Holman, Kavelaars, Petit, Scholl                  | 역행 불규칙 위성                | [ 11 ] [ 12 ]               | 천왕성   |
|                           | XIX         | 세테보스     | 24             | 17,418,000         | 2,225.21 (r)              | 1999        | Gladman, Holman, Kavelaars, Petit, Scholl                  | 역행 불규칙 위성                | [ 11 ] [ 12 ]               | 천왕성   |
|                           | XX          | 스테파노     | 16             | 8,004,000          | 677.36 (r)                | 1999        | Gladman, Holman, Kavelaars, Petit, Scholl                  | 역행 불규칙 위성                | [ 11 ] [ 12 ]               | 천왕성   |
|                           | XXI         | 트린쿨로     | 9.5            | 8,504,000          | 749.24 (r)                | 2001        | Holman, Kavelaars, Milisavljevic                           | 역행 불규칙 위성                | [ 11 ] [ 12 ]               | 천왕성   |
|                           | XXII        | 프란시스코   | 11             | 4,276,000          | 266.56 (r)                | 2001        | Holman, Kavelaars, Milisavljevic, Gladman                  | 역행 불규칙 위성                | [ 11 ] [ 12 ]               | 천왕성   |
|                           | XXIII       | 마가렛       | 10             | 14,345,000         | 1,687.01                  | 2003        | 스콧 S. 셰파드 외                                          | 순행 불규칙 위성                | [ 11 ] [ 12 ]               | 천왕성   |
| style="background:black;" | XXIV        | 페르디난드   | 10             | 20,901,000         | 2,887.21 (r)              | 2001        | Holman, Kavelaars, Milisavljevic 등                        | 역행 불규칙 위성                | [ 11 ] [ 12 ]               | 천왕성   |
|                           | XXV         | 페르디타     | 15             | 76,417             | 0.638                     | 1986        | Karkoschka (보이저 2호)                                    | 내부 위성                       | [ 12 ]                      | 천왕성   |
|                           | XXVI        | 마브         | 12             | 97,736             | 0.923                     | 2003        | 마크 쇼월터, Lissauer                                      | 내부 위성                       | [ 12 ]                      | 천왕성   |
|                           | XXVII       | 큐피드       | 9              | 74,392             | 0.613                     | 2003        | 마크 쇼월터, Lissauer                                      | 내부 위성                       | [ 12 ]                      | 천왕성   |
|                           | I           | 트리톤       | 1353.4         | 354,800            | 5.877 (r)                 | 1846        | 윌리엄 라셀                                                | 역행 불규칙 위성                | [ 11 ] [ 12 ]               | 해왕성   |
|                           | II          | 네레이드     | 170            | 5,513,400          | 360.14                    | 1949        | 제러드 카이퍼                                              | 순행 불규칙 위성                | [ 11 ] [ 12 ]               | 해왕성   |
|                           | III         | 나이아드     | 33             | 48,227             | 0.294                     | 1989        | Terrile (보이저 2호)                                       | 내부 위성                       | [ 11 ] [ 12 ]               | 해왕성   |
|                           | IV          | 탈라사       | 41             | 50,075             | 0.311                     | 1989        | Terrile (보이저 2호)                                       | 내부 위성                       | [ 11 ] [ 12 ]               | 해왕성   |
|                           | V           | 데스피나     | 78             | 52,526             | 0.335                     | 1989        | 스티븐 P. 시넛 (보이저 2호)                                | 내부 위성                       | [ 11 ] [ 12 ]               | 해왕성   |
|                           | VI          | 갈라테아     | 88             | 61,953             | 0.429                     | 1989        | 스티븐 P. 시넛 (보이저 2호)                                | 내부 위성                       | [ 11 ] [ 12 ]               | 해왕성   |
|                           | VII         | 라리사       | 97             | 73,548             | 0.555                     | 1989        | Reitsema, Hubbard, Lebofsky, Tholen (보이저 2호)           | 내부 위성                       | [ 11 ] [ 12 ]               | 해왕성   |
|                           | VIII        | 프로테우스   | 210            | 117,647            | 1.122                     | 1989        | 스티븐 P. 시넛 (보이저 2호)                                | 내부 위성                       | [ 11 ] [ 12 ]               | 해왕성   |
|                           | IX          | 할리메데     | 31             | 15,728,000         | 1,879.71 (r)              | 2002        | Holman, Kavelaars, Grav, Fraser, Milisavljevic             | 역행 불규칙 위성                | [ 11 ] [ 12 ]               | 해왕성   |
|                           | X           | 프사마테     | 20             | 46,695,000         | 9,115.91 (r)              | 2003        | 주이트, Kleyna, 스콧 S. 셰파드, Holman, Kavelaars          | 역행 불규칙 위성                | [ 11 ] [ 12 ]               | 해왕성   |
|                           | XI          | 사오         | 22             | 22,422,000         | 2,914.07                  | 2002        | Holman, Kavelaars, Grav, Fraser, Milisavljevic             | 순행 불규칙 위성                | [ 11 ] [ 12 ]               | 해왕성   |
|                           | XII         | 라오메데이아 | 21             | 23,571,000         | 3,167.85                  | 2002        | Holman, Kavelaars, Grav, Fraser, Milisavljevic             | 순행 불규칙 위성                | [ 11 ] [ 12 ]               | 해왕성   |
|                           | XIII        | 네소         | 30             | 48,387,000         | 9,373.99 (r)              | 2002        | Holman, Kavelaars, Grav, Fraser, Milisavljevic             | 역행 불규칙 위성                | [ 11 ] [ 12 ]               | 해왕성   |
|                           | XIV         | 히포캄프     | 17.4           | 105,283            | 0.9362                    | 2013        | 마크 숄터 등                                               | 내부 위성                       | [ 34 ]                      | 해왕성   |
|                           | I           | 카론         | 606            | 17,536             | 6.387                     | 1978        | 제임스 W. 크리스티                                         |                                 | [ 11 ] [ 12 ]               | 명왕성   |
|                           | II          | 닉스         | 22.5           | 48,708             | 24.86                     | 2005        | 할 A. 위버, 알란 스턴, 마크 W. 부이 등                     |                                 | [ 12 ]                      | 명왕성   |
|                           | III         | 히드라       | 27.5           | 64,749             | 38.20                     | 2005        | 할 A. 위버, 알란 스턴, 마크 W. 부이 등                     |                                 | [ 12 ]                      | 명왕성   |
|                           | IV          | 케르베로스   | 7              | 59,000             | 32.1                      | 2011        | 마크 숄터 (허블 우주 망원경)                               |                                 | [ 35 ] [ 36 ]               | 명왕성   |
|                           | V           | 스틱스       | 5.5            | 42,000 ± 2,000     | 20.2 ± 0.1                | 2012        | 마크 숄터 (허블 우주 망원경)                               |                                 | [ 37 ]                      | 명왕성   |
|                           | I           | 히이아카     | 160            | 49,500 ± 400       | 49.12 ± 0.03              | 2005        | 마이클 E. 브라운 등                                        |                                 | [ 38 ] [ 39 ]               | 하우메아 |
|                           | II          | 나마카       | 85             | 39,000 (r)         | 34.7 ± 0.1 if e = 0       | 2005        | 마이클 E. 브라운 등                                        |                                 | [ 38 ] [ 39 ]               | 하우메아 |
|                           | I           | 디스노미아   | 342            | 37,370 ± 150       | 15.774 ± 0.002            | 2005        | 마이클 E. 브라운 등                                        | 산란 분포대의 위성              | [ 40 ] [ 41 ] [ 42 ]        | 에리스   |

MK2(마케마케의 위성) 87.5km
웨이워트(콰오아의 위성) 37km
반트(오르쿠스의 위성) 189km
샹류(공공의 위성) 150km
악타에아(살라시아의 위성) 143km

## 같이 보기
- 외계 위성
- 왜행성
- 반지름순 태양계 천체 목록
- 항성 목록
- 별자리에 따라 분류한 항성 목록
- 국제천문연맹 지정 별자리